# Hydroxychloroquin
Hydroxychloroquin ist ein zu Chloroquin analoger Arzneistoff zur oralen Therapie der rheumatoiden Arthritis und von Kollagenosen wie dem systemischen Lupus erythematodes sowie zur Behandlung von und Vorbeugung vor Malaria tropica. Chemisch ist es strukturell mit Chinin verwandt.

## Pharmakologie
Hydroxychloroquin hemmt die Häm-Polymerase der Plasmodien und bindet an DNA. Es wird in Plasmodien in ihre Vakuolen aufgenommen. Hydroxychloroquin hemmt den Lebensabschnitt der Plasmodien in den Erythrozyten. Es ist weniger giftig für die Retina als Chloroquin.
Chloroquin wirkt außerdem als Zink-Ionophor und bewirkt dadurch erhöhte intrazelluläre Zink-Konzentrationen. Zink wiederum wirkt hemmend auf die RNA-Polymerase von Coronaviren.
Wie Chloroquin inhibiert Hydroxychloroquin die Autophagozytose.
In pharmazeutischen Zubereitungen wird das Hydroxychloroquin-Sulfat, ein kristallines, in Wasser leicht lösliches Pulver, eingesetzt.

## Analytik
Ähnlich wie Chloroquin kann die Substanz nach angemessener Probenvorbereitung in den unterschiedlichen Untersuchungsmaterialien durch Kopplung der HPLC mit der Massenspektrometrie qualitativ und quantitativ bestimmt werden. Auch die Dünnschichtchromatographie und Gaschromatographie wurden erfolgreich zur Analytik eingesetzt.

## Nebenwirkungen
Chloroquin- und Hydroxychloroquin-Retinopathie kann als Folge langfristiger Einnahme von Chloroquin oder Hydroxychloroquin auftreten.
Unter der Behandlung mit Hydroxychloroquin sind schwere Hypoglykämien – einschließlich Fällen von Bewusstseinsverlust – aufgetreten, die lebensbedrohlich verlaufen können.
Es wurde über Kardiomyopathien berichtet, die zu Herzinsuffizienz führen können, einschließlich Fällen mit tödlichem Ausgang.
Hydroxychloroquin kann zu einer dosisabhängigen Verlängerung des QT-Intervalls führen. Bei Patienten mit Herzvorerkrankungen, oder bei gleichzeitiger Anwendung von Substanzen, die das QT-Intervall verlängern, kann das Risiko für ventrikuläre Arrhythmien erhöht sein.
Eine im November 2020 vorgelegte Überprüfung sieht einen Zusammenhang zwischen der Verwendung chloroquin- oder hydroxychloroquinhaltiger Arzneimittel und dem Risiko für psychiatrische Störungen und suizidalem Verhalten.

## Therapeutische und experimentelle Verwendung

### Erkrankungen des rheumatischen Formenkreises
Hydroxychloroquin ist zugelassen zur Behandlung der rheumatoiden Arthritis und des systemischen Lupus erythematodes (SLE), wobei die Latenz bis zum Wirkbeginn relativ lang ist und die Wirksamkeit geringer als die von Methotrexat ist. Hydroxychloroquin ist etwas besser verträglich als Chloroquin. Beim SLE gehört es zusammen mit den nichtsteroidalen Antiphlogistika zu den Mitteln der 1. Wahl. Es wird zudem in der adjuvanten Behandlung der juvenilen idiopathischen Arthritis verwendet.

### COVID-19
In Deutschland gibt es keine Zulassung des Medikaments für die Behandlung von COVID-19.
Eine am 7. Mai 2020 in der Fachzeitschrift The New England Journal of Medicine veröffentlichte Studie des Irving Medical Center in Manhattan kommt zu dem Schluss, dass Hydroxychloroquin bei Covid-19-Erkrankungen weder schadet noch nützt. Das Medikament wurde bei 811 Patienten eingesetzt (Kontrollgruppe: 565 Patienten), was es mutmaßlich zur bis dahin weltweit größten Behandlungsserie machte.
Die Arbeitsgruppe COVRIIN am Robert-Koch-Institut bewertet die Datenlage mit Stand März 2022 dahingehend, dass kein klinischer Vorteil nachgewiesen sei, es in Studien aber einen Trend zu erhöhter Sterblichkeit gegenüber der Standardtherapie gebe. Seitens des RKI wird vom Einsatz des Medikaments außerhalb von klinischen Studien abgeraten. Die Leitlinie der Fachgruppe zur COVID-Therapie der National Institutes of Health rät von der Behandlung von COVID-Patienten mit Hydroxychloroquin und Chloroquin sowohl bei ambulanten wie auch stationären Patienten ab, auch im Rahmen einer klinischen Prüfung. Zudem ist es nicht als Prophylaxe gegen eine Infektion geeignet.
Eine französisch-kanadische Studie kam 2024 zu einer Schätzung, nach der während der Coronapandemie in Belgien, Frankreich, Italien, Spanien, der Türkei und den Vereinigten Staaten Verschreibungen des Medikaments mit knapp 17.000 Fällen zur Übersterblichkeit beigetragen haben könnten. Diese Studie wurde inzwischen vom Herausgeber zurückgezogen.

## Handelsnamen
Monopräparate
Plaquenil (CH), Quensyl (D)